# Syukuro Manabe

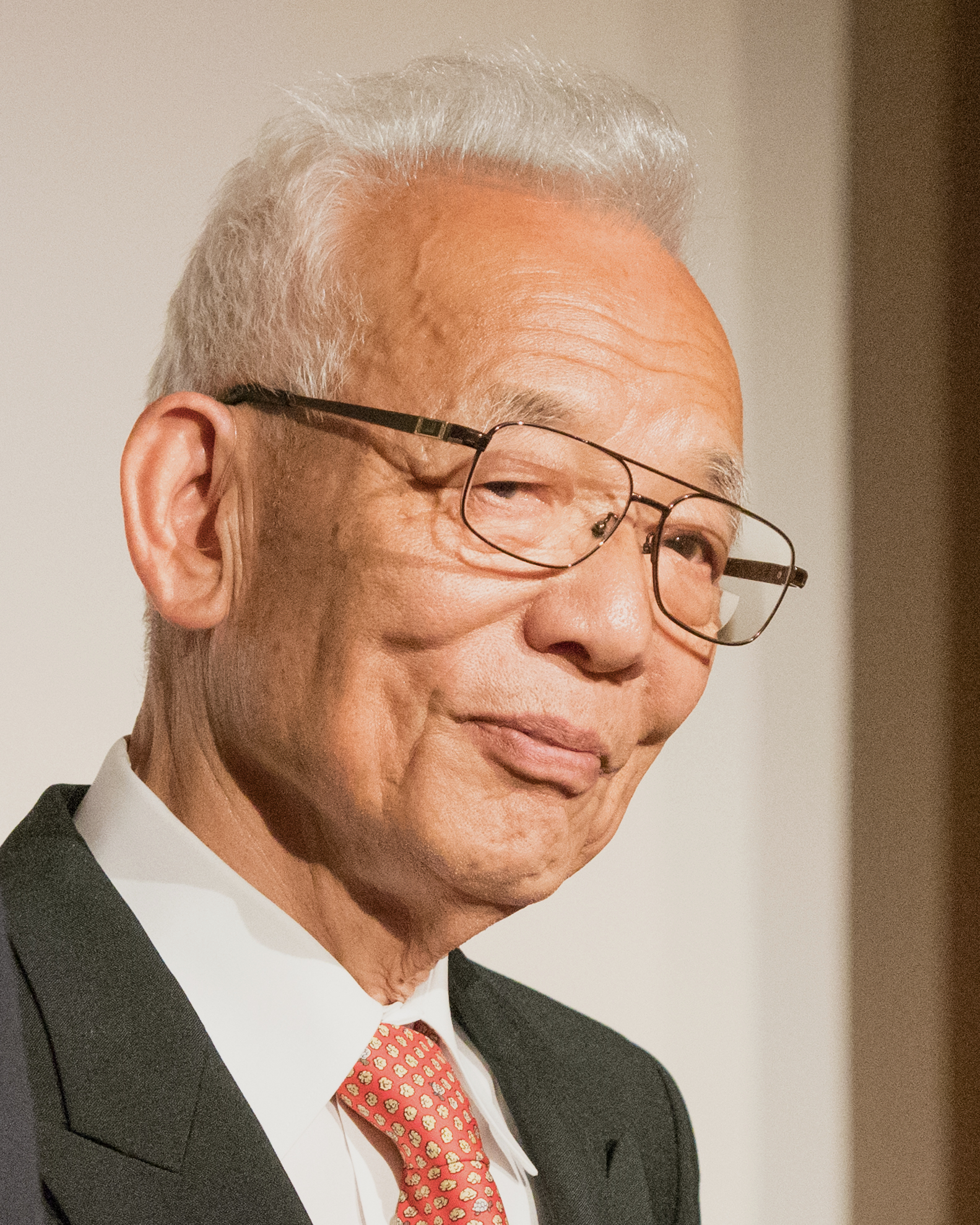
Syukuro Manabe (Mai 2018)

Syukuro Manabe (jap. 真鍋 淑郎, Manabe Shukurō; * 21. September 1931 in der Präfektur Ehime) ist ein japanisch-stämmiger US-amerikanischer Meteorologe und Klimatologe. Er leistete Pionierarbeit bei der Verwendung von Computern für die Simulation von Klimaveränderungen, sowohl im Hinblick auf natürlichen Klimawandel, wie auch in Bezug auf die anthropogene globale Erwärmung. Im Jahr 2021 wurde Manabe der Nobelpreis für Physik gemeinsam mit Klaus Hasselmann und Giorgio Parisi zuerkannt.

## Beruflicher Werdegang
Der im Jahr 1931 geborene Manabe promovierte an der Universität Tokio im Jahre 1958. Er kam in die Vereinigten Staaten, wo er bis zum Jahr 1997 in der Abteilung General Circulation Research des U.S. Weather Bureau arbeitete. Es ist dies heute das Geophysical Fluid Dynamics Laboratory der NOAA. Von 1997 bis 2001 arbeitete er am Frontier Research System for Global Change in Japan; er war Direktor einer Forschungsabteilung, die für die Untersuchung der globalen Erwärmung zuständig war. Im Jahr 2002 kehrte er in die Vereinigten Staaten zurück, um als Gastwissenschaftler am Forschungsprogramm der Atmosphären- und Ozeanwissenschaften der Princeton University mitzuwirken.
Er hat seit 1975 die US-Staatsbürgerschaft.

## Wissenschaftliche Erfolge
Manabe arbeitete mit dem Direktor des Geophysical Fluid Dynamics Laboratory der NOAA, Joseph Smagorinsky, zusammen. Er entwickelte zunächst in Washington, D.C. und später in Princeton (New Jersey) dreidimensionale Modelle der Erdatmosphäre. Im Jahr 1967 zeigten er und Richard Wetherald, dass ein steigender Kohlenstoffdioxid-Gehalt der Erdatmosphäre dazu führt, dass die Höhe, in der die Erde Wärme ins All abstrahlt, steigt. Im Jahr 1969 publizierten Manabe und Kirk Bryan die Ergebnisse der weltweit ersten Klimasimulation mit einem gekoppelten Ozean-Atmosphären-Modell bei dem auch der Einfluss des ozeanischen Wärmetransports auf das Globalklima berücksichtigt wurde. Diese Arbeit wird bei der NOAA als einer der top ten breakthroughs in the history geführt.
In den 1970er und 1980er Jahren veröffentlichte die Gruppe um Manabe bahnbrechende Arbeiten; dabei verwendeten sie ihre Klimamodelle, um die Klimasensitivität, also die Sensitivität des Klimas auf veränderte Treibhausgas-Konzentrationen zu untersuchen. Diese Arbeiten waren eine wesentliche Grundlage des vom Intergovernmental Panel on Climate Change erstellten Ersten Sachstandsberichts zur globalen Erwärmung, an dem Manabe auch mitarbeitete. Zudem war er an der Erstellung des Dritten Sachstandsberichts des IPCC beteiligt.
Weitere bedeutende Beiträge leistete er unter anderem mit der Idee, dass das Erdklima mehr als einen stabilen Zustand haben könne und indem er zeigte, dass der Wechsel zwischen solchen Zuständen mit Hilfe eines relativ realistischen Modells durch schmelzende Eiskappen herbeigeführt werden könnte.

## Auszeichnungen
- 1977 Jule G. Charney Award
- 1992 Blue Planet Prize der Asahi Foundation[10]
- 1992 Carl-Gustaf Rossby Research Medal der American Meteorological Society
- 1993 Roger Revelle Medal der American Geophysical Union[11]
- 1995 Asahi-Preis[12]
- 1997 Volvo Environment Prize der Volvo Foundation[13]
- 1998: Milutin Milankovic Medal der European Geophysical Society[14]
- 2010 William Bowie Medal der American Geophysical Union[15]
- 2015 Benjamin Franklin Medal des Franklin Institute
- 2016 BBVA Foundation Frontiers of Knowledge Awards
- 2018 Crafoord-Preis
- 2021 Nobelpreis für Physik „für bahnbrechende Beiträge zum Verständnis komplexer physikalischer Systeme“, konkret „für das physikalische Modellieren des Klimas der Erde, die quantitative Analyse von Variationen und die zuverlässige Vorhersage der Erderwärmung“[16]
- 2021 Person mit besonderen kulturellen Verdiensten

## Mitgliedschaften
- 1990 Mitglied der National Academy of Sciences
- 1994 auswärtiges Mitglied der Academia Europaea[17]
- auswärtiges Mitglied der Royal Society of Canada

## Trivia
- Die von Manabe initiiere Forschungsgruppe ist heute als Climate Dynamics and Prediction Group (GFDL) bekannt.
- Manabe und Bryans Pionierarbeit bei der Entwicklung des ersten globalen Klimamodells wurde unter die Top Ten der wissenschaftlichen Durchbrüche der NOAA der letzten 200 Jahre gewählt.[18]
- Anlässlich seines Ausscheidens aus dem Geophysical Fluid Dynamics Laboratory der NOAA wurde ihm zu Ehren im März 1998 in Princeton ein dreitägiges wissenschaftliches Meeting abgehalten. Es trug den Titel „Understanding Climate Change: A Symposium In Honor Of Syukuro Manabe“[19]
- Beim jährlichen Meeting der American Meteorological Society des Jahres 2005 gab es eine Sonderveranstaltung mit dem Titel Suki Manabe Symposium.[20]